# 1835 في فرنسا
فيما يلي قوائم الأحداث التي وقعت خلال عام 1835 في فرنسا.

## سياسة

### تعيين في المنصب
- 1 يناير – كلود لويس ماتيو نائب فرنسي.
- 12 مارس – فيكتور دو بروغلي head of government of France ‏.

### انتهاء فترة المنصب
- 12 مارس – إدوارد مورتييه head of government of France ‏.

## كتب
من الكتب التي صدرت هذه السنة في فرنسا:
- 1 يناير – الأب غوريو من تأليف أونوريه دي بلزاك.

## مواليد

### يوليو
- 13 يوليو – يوجين جاكوب دو كوردموا عالم نبات فرنسي.

### أكتوبر
- 2 أكتوبر – لويس أنطوان رانفييه
- 9 أكتوبر – كامي سان صانز
- 13 أكتوبر – ألفونس ميلن إدواردس

## وفيات

### فبراير
- 8 فبراير – غيوم دوبويتران (مواليد 1777)

### يوليو
- 28 يوليو – إدوارد مورتييه (مواليد 1768) دبلوماسي فرنسي.
- 29 يوليو – جان جاك أنطوان كوسان دي برسفال (مواليد 1759)

### سبتمبر
- 15 سبتمبر – سارة نوكس تايلور (مواليد 1814)